# Nausikaa-Maler

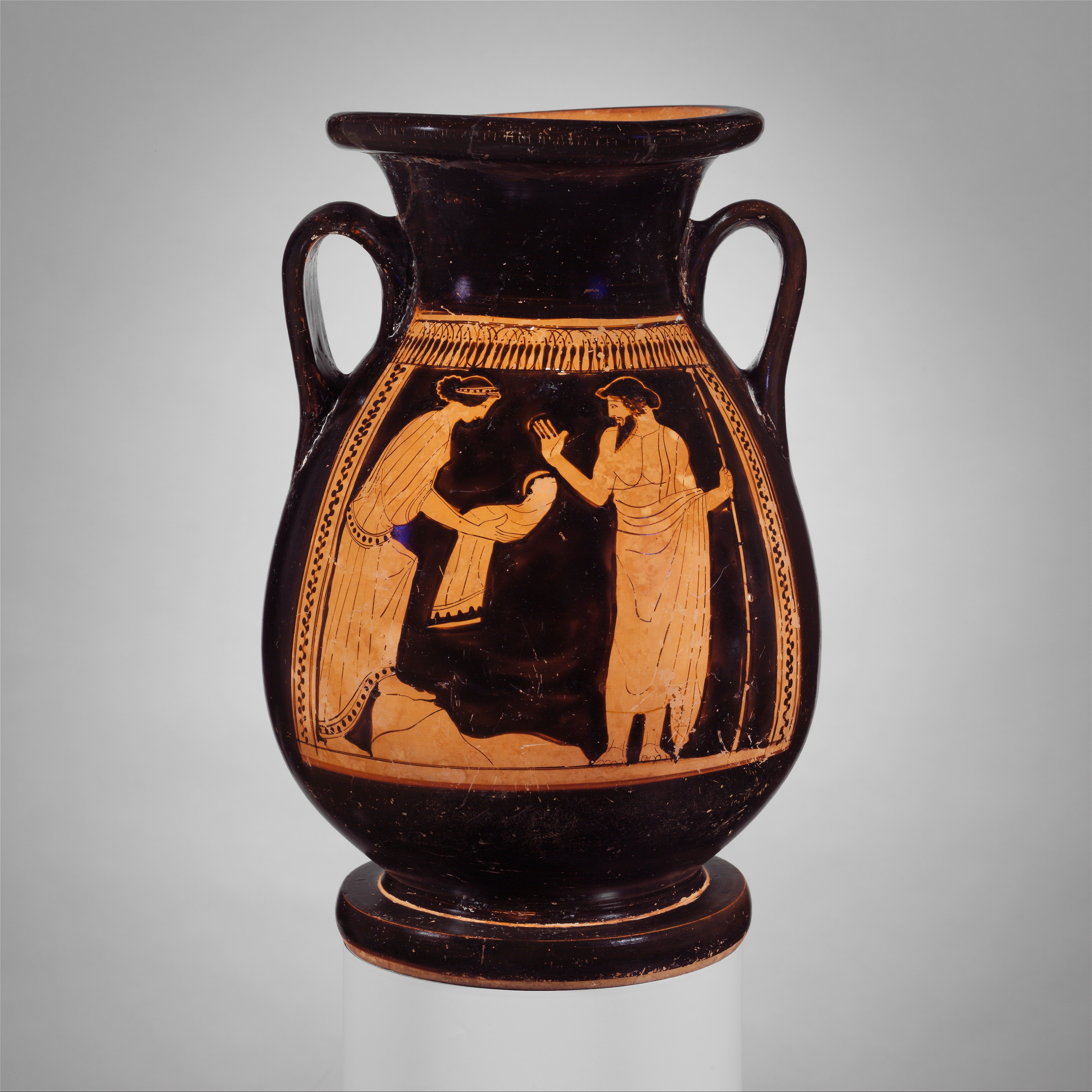
Rhea übergibt Kronos den gewindelten Stein, Terrakotta-Pelike des Nausikaa-Malers, 460 bis 450 v. Chr., 34,8 cm, Metropolitan Museum of Art

Der Nausikaa-Maler war ein attischer Vasenmaler, tätig um 460 bis 450 v. Chr. Er ist nach der Halsamphora München 2322 benannt, auf welcher der mythische Seefahrer Odysseus vor Nausikaa, der Tochter des Phaiakenkönigs, dargestellt ist. John D. Beazley schreibt ihm 51 Vasen beziehungsweise Vasenfragmente zu, darunter auch die Amphora E 284 im British Museum in London, die der Maler mit POLYGNOTOS EGRAPSEN signiert hat. Der Maler bediente sich mit einiger Originalität meist gängiger Bildschemata, während seine Einzelfiguren durch Längung und die Einzelformen durch Schematik manieriert erscheinen.

## Werke
- Athen, Agoramuseum

Keramikfragment P 26173
- Athen, Nationalmuseum

Keramikfragment Akr. 1019 • Pelike CC 1179 • Pelike CC 1184 • Fragment einer Hydria E 7 • Fragment einer Pelike
- Berlin, Antikensammlung

Amphora F 2352 • Oinochoe F 2408 • Hydria 30928
- Bologna, Museo Civico Archeologico

Kolonettenkrater 179 • Kolonettenkrater 186 • Kolonettenkrater 193 • Kolonettenkrater 17028 • Kolonettenkrater AR 3
- Bonn, Akademisches Kunstmuseum

Keramikfragment 1619
- Boston, Museum of Fine Arts

Panathenäische Amphora 96.719
- Bremen, Sammlung Zimmermann, Antikenmuseum im Schnorr

Halsamphora
- Cerveteri, Museo Nazionale Cerite 8910

Glockenkrater
- Eleusis, Archäologisches Museum

Fragment einer Hydria 600
- Ferrara, Museo Nazionale di Spina

Kolonettenkrater 2800 • Kolonettenkrater T 260 BVP • Kolonettenkrater T 22 CVPA
- Göttingen, Georg-August-Universität

Keramikfragment H 42
- Heidelberg, Ruprecht-Karls-Universität

Hydria 64.5
- Kopenhagen, Nationalmuseum

Kolonettenkrater 7030
- Korinth, Archäologisches Museum

Kolonettenkrater C 34.372
- Krakau, Universität

Kolonettenkrater 152
- Leipzig, Antikenmuseum der Universität Leipzig

Fragment einer Hydria T 650
- London, British Museum

Amphora E 284
- Mainz, Johannes-Gutenberg-Universität

Fragment einer Lekythos 3
- Manchester, Horsfall Museum

Hydria 1918.355
- Marseille, Musée Borély

Amphora 3198
- München, Glyptothek und Antikensammlung

Halsamphora 2322 • Amphora J 420
- Mykonos, Archäologisches Museum

Fragment einer Pelike
- Neapel, Museo Archeologico Nazionale

Hydria 81526 • Glockenkrater 116119 • Hydria 116120
- New York, Metropolitan Museum of Art

Pelike 06.1021.144 • Hydria 25.28 • Kolonettenkrater 41.162.69
- ehemals Northampton, Castle Ashby

Amphora 52
- Oxford, Ashmolean Museum

Fragment einer Hydria 1930.621
- Palazzolo Acreide, Iudica

Kolonettenkrater
- Paris, Musée National du Louvre

Fragment eines Glockenkraters G 345 • Fragment einer Hydria G 648
- Prag, Karlsuniversität

Hydria 60.34
- Reggio Calabria, Museo Nazionale

Fragment eines Kraters • Fragment eines Glockenkraters
- Richmond, Virginia Museum of Fine Arts

Hydria 62.1
- Rom, Museo Nazionale di Villa Giulia

Kolonettenkrater 3583
- St. Petersburg, Eremitage

Pelike ST 1589
- Schwerin, Staatliches Museum

Glockenkrater 1264
- Sofia, Nationalmuseum

Fragment eines Kolonettenkraters 6288
- Strasbourg, Universität

Fragment eines Epinetron 741
- Syrakus, Museo Archeologico Regionale Paolo Orsi

Kolonettenkrater 19842 • Kolonettenkrater 19844 • Kolonettenkrater 20533
- Taranto, Museo Archeologico Nazionale

Fragment eines Kolonettenkraters
- Vatikan, Museo Gregoriano Etrusco

Glockenkrater 17890
- Warschau, Muzeum Narodowe

Hydria 142292